# Белиз на летних Олимпийских играх 2000
Белиз принимал участие в Летних Олимпийских играх 2000 года в Сиднее (Австралия) в восьмой раз за свою историю, но не завоевал ни одной медали. Сборная страны состояла из 2 спортсменов(1 мужчина, 1 женщина).

## Состав олимпийской сборной Белиза

### Лёгкая атлетика
Спортсменов — 1
Мужчины
| Дисциплина | Спортсмен     | Предварительный раунд | Предварительный раунд | Четвертьфиналы       | Четвертьфиналы       | Полуфиналы           | Полуфиналы           | Финал                | Финал                |
| Дисциплина | Спортсмен     | Результат             | Место                 | Результат            | Место                | Результат            | Место                | Результат            | Место                |
| ---------- | ------------- | --------------------- | --------------------- | -------------------- | -------------------- | -------------------- | -------------------- | -------------------- | -------------------- |
| 200 м      | Джейсон Джонс | 22,20                 | 7                     | Завершил выступление | Завершил выступление | Завершил выступление | Завершил выступление | Завершил выступление | Завершил выступление |